# Knorringia sibirica
Knorringia es un género monotípico de plantas pertenecientes a la familia Polygonaceae.  Su única especie, Knorringia sibirica, es originaria de Asia donde se encuentra en Siberia y Yunan.

## Taxonomía
Knorringia sibirica fue descrito por  (Laxm.) Tzvelev y publicado en Nordic Journal of Botany 9: 354. 1989.